# آئوکی تاکاماسا
آئوکی تاکاماسا (انگلیسی: Aoki Takamasa؛ زادهٔ ۱۹۷۶) ترانه‌پرداز، تهیه‌کننده موسیقی اهل ژاپن است. وی از سال ۲۰۰۰ میلادی تاکنون مشغول فعالیت بوده‌است.